# Новомихайлівка (Бердянський район)
Новомиха́йлівка — село в Україні, у Чернігівській селищній громаді Бердянського району Запорізької області. Населення становить 735 осіб (1 січня 2015). До 2016 орган місцевого самоврядування — Чернігівська селищна рада.
Село тимчасово окуповане російськими військами 24 лютого 2022 року.

## Географія, клімат
Село Новомихайлівка розташоване на Приазовській височині біля витоків балки Бандурка, на відстані 2,5 км від села Петропавлівка та за 18 км від Чернігівки. Річка в цьому місці пересихає, на ній зроблена загата.
На території Новомихайлівської сільської ради створено ентомологічний заказник «Цілинна балка з кам'янистими оголеннями» площею 20 га. На території Новомихайлівської та сусідньої Стульнівської сільських рад створено ландшафтний заказник «Цілинна ділянка з ставком» площею 343 га.
За кліматичною класифікацією Кеппена клімат Новомихайлівки вологий континентальний зі спекотним літом (Dfa). 
| Клімат Новомихайлівки     | Клімат Новомихайлівки | Клімат Новомихайлівки | Клімат Новомихайлівки | Клімат Новомихайлівки | Клімат Новомихайлівки | Клімат Новомихайлівки | Клімат Новомихайлівки | Клімат Новомихайлівки | Клімат Новомихайлівки | Клімат Новомихайлівки | Клімат Новомихайлівки | Клімат Новомихайлівки | Клімат Новомихайлівки |
| Показник                  | Січ.                  | Лют.                  | Бер.                  | Квіт.                 | Трав.                 | Черв.                 | Лип.                  | Серп.                 | Вер.                  | Жовт.                 | Лист.                 | Груд.                 | Рік                   |
| Середній максимум, °C     | −1                    | −0,3                  | 4,1                   | 13,4                  | 20,7                  | 25,1                  | 27,5                  | 26,7                  | 21,2                  | 13,8                  | 6,4                   | 1,9                   | 13,3                  |
| Середня температура, °C   | −4                    | −3,3                  | 0,7                   | 9,0                   | 15,8                  | 20,1                  | 22,4                  | 21,6                  | 16,3                  | 9,6                   | 3,5                   | −0,6                  | 9,3                   |
| Середній мінімум, °C      | −6,6                  | −6,3                  | −2,6                  | 4,7                   | 11,0                  | 15,2                  | 17,4                  | 16,5                  | 11,4                  | 5,5                   | 0,6                   | −3,1                  | 5,3                   |
| Норма опадів, мм          | 48                    | 37                    | 34                    | 37                    | 47                    | 60                    | 55                    | 39                    | 39                    | 25                    | 42                    | 57                    | 520                   |
| ------------------------- | --------------------- | --------------------- | --------------------- | --------------------- | --------------------- | --------------------- | --------------------- | --------------------- | --------------------- | --------------------- | --------------------- | --------------------- | --------------------- |
| Джерело: climate-data.org |                       |                       |                       |                       |                       |                       |                       |                       |                       |                       |                       |                       |                       |

## Назва
Свою назву село отримало від церкви, яку було збудовано прихожанами кам'яною з такою ж дзвіницею й освяченою 23 листопада 1865 року в ім'я Архангела Михайла. На відміну від села Михайлівка Мелітопольського повіту село назвали Новомихайлівка.

## Історія

### 19 століття
У 1820 році виникають поселення переселенців з Чернігівської та Полтавської губерній на річці Каїнкулак та у степу вздовж балок. У 1848 році при розмежуванні земель Петропавловська межа відхопила у хуторян найкращі землі, потіснивши їх до кам'янистої балки, внаслідок чого вони стали клопотатись про відведення їм нового наділу. Іншою причиною переселення було те, що селяни побажали збудувати церкву, але оскільки їх хати були розкидані більше ніж на 17 верст, а селян було більше 500 душ, їм дозволили це зробити за умови, що вони виберуть для себе одне місце й поселяться слободою (селом). У 1853 році на місце приїздить управитель Палати Державного Майна і дозволяє переселення селян на нове місце.
З початку свого заснування село входило до складу Петропавлівської волості. У 1861 році поруч з Новомихайлівкою, на схід від неї переселенці з Київщини заснували село Новозелене.
Село Новомихайлівка швидко розвивалося. У 1864 році в селі в 245 дворах проживало 1419 осіб, у 1886 році в 276 дворах проживало 1979 осіб. Новомихайлівка була одним з найбільших сіл району. Значущість Новомихайлівки була підкріплена тим, що село у 1907 році стає центром однойменної волості, у селі будують відповідні установи. У 1867 році в селі було відкрито школу грамоти, у 1906 році її закривають, натомість відкривши дві — земську і церковнопарафіяльну. У 1911 році було збудовано лікарню та міст через річку. Напередодні першої світової війни Новомихайлівка була значним волосним селом, у 379 дворах тут проживало 3319 жителів. Поліпшується й зовнішній вигляд села, з'являється три десятки цегляних будинків вкритих черепицею, насаджено досить багато фруктових садів.
7 (20) листопада 1917 року, відповідно до Третього Універсалу Української Центральної Ради, увійшло до складу Української Народної Республіки.

### Радянський період
З квітня 1918 по листопад 1920 Новомихайлівка була ареною запеклих боїв. Спочатку її зайняли австро-німецькі війська разом із УНР, потім білогвардійці експедиційного корпусу генерала Тілло, потім денікінці, яких як і австрійців вигнали махновці. Влітку 1920 року Новомихайлівку захопила врангелівська Чеченська дивізія, штаб якої стояв у селі. У результаті операції кіннотників 3-ї бригади 2-ї кавалерійської дивізії ім. Блінова в полон було захоплено командира Чеченської дивізії генерала Ревішина.
Під час перебування в селі врангелівці розстріляли 12 селян-активістів у 1920 році, коли ж прийшли більшовики, вони взяли в заручники 25 селян вимагаючи видачі зброї. Оскільки селяни не могли зібрати таку кількість зброї, яку вимагали більшовики, заручники були розстріляні в приміщенні церкви.
Новомихайлівці, як і вся країна розділилися в період війни: 10 новомихайлівців воювали в армії білих, 60 в лавах червоної армії, а 85 в лавах армії Махна.
Наслідком війни й радянської окупації став голод 1921—1922 років. У селі голодувало близько 300 людей, померло понад 120 осіб.
Уведення в дію Нової економічної політики принесло результати. У селі відновлюють роботу 12 вітряків, дві олійниці, три кузні, відкрилися кооперативні крамниці, щотижня відбувалися базари. Багато селян зміцнили свої господарства, надбали інвентар.
Частина селян Новомихайлівки утворюють нові села. де вони отримали землі. У 1923 році утворено село Мокрий Став, у 1929 — село Новоукраїнка та хутір Першотравневий і село Новомихайлівка Токмацького району у 1922 році.
Але більшовики проводять курс на колективізацію сільського господарства. У 1924 році з'являється перша комуна, а в 1930 утворюють колгоспи. Багатьох селян розкуркулили, хати відібрали й вони змушені були шукати долі на шахтах Донбасу, іншу частину виселили за межі району на висілки № 3, де одні загинули, деякі втекли в Сальські степи чи Донбас. На чолі колгоспів у селі поставили комсомольців із Донбасу, які нічого не розуміли в сільському господарстві, але чітко виконували директиви центру.
Наслідком колективізації та нищівної політики держави проти селян став голодомор 1932—1933 років. Під час організованого радянською владою Голодомору 1932—1933 років померло щонайменше 106 жителів села.
Самовіддана праця людей сприяла покращенню становища села як у виробництві, так і в соціальній сфері. Напередодні війни зміцніла матеріальна база колгоспів, в 1934 році відновила роботу лікарня на 10 ліжок. У селі починають діяти гуртки з ліквідації неписьменності серед дорослих. У 1930 році відкрили семирічну школу, в 1935 її реорганізували в середню. Крім середньої працювала ще й початкова школа. діти шкільного віку були повністю охоплені навчанням. За передвоєнні роки в селі були відкриті 3 клуби — сільський і два колгоспних.
У перші дні війни всі чоловіки призовного віку пішли на фронт. Усі роботи по збиранню врожаю лягли на плечі жінок. 7 жовтня 1941 року Новомихайлівку окупували нацисти. За час окупації нацисти вивезли в табори 160 юнаків і дівчат. Відступаючи нацисти знищили приміщення обох шкіл, двох клубів, ферми в колгоспах, лікарню, крамниці, млини. В артілі «Жовтень» вони постріляли всю птицю й худобу. 19 вересня 1943 року радянські війська знову окупували село. 272 жителя Новомихайлівки загинули на війні.
Післявоєнна відбудова змінила життя на краще, зміцніли господарства, а в 1950 році відбулося об'єднання господарств села. Утворилося два колгоспи: «Жовтень» та ім. Леніна. У 1958 році до Новомихайлівки було приєднано село Новозелене. У 1959 році було утворене велике господарство, яке об'єднало новомихайлівські колгоспи та колгоспи новоказанкуватської сільської ради. Новоутворена сільгоспартіль отримала назву ім. Леніна. У 1966 році відбулося розукрупнення колгоспів. Колгосп ім. Леніна закріпив за собою землі с. Новомихайлівка, а колгосп «Україна» — землі новоказанкуватської сільської ради. До кінця XX століття колгосп ім. Леніна був одним з найкращих у районі.
У роки перебудови, розпаду СРСР й побудови власної держави в селі відбулися суттєві зміни, здебільшого не на краще, особливо в економічній сфері.
З великим піднесенням працювали колгоспники у восьмій п'ятирічці. Не один раз перемагала в змаганні тваринників телятниця К. Г. Данильченко, свинарка М. С. Одинець. Ім'я трудівниці артілі А. П. Прядко було занесено в обласну Книгу пошани. У 1966 р. за досягнуті успіхи партія і уряд нагородили орденами і медалями 10 колгоспників Новомихайлівка. З кожним роком підвищувалася врожайність сільськогосподарських культур. Урожайність зернових в дев'ятій п'ятирічці склала 24,7 цнт, у т. т. пшениці — 27,6 цнт; кукурудзи — 30,9 цнт; соняшнику — 19 цнт; овочів — 142,9 цнт з кожного гектара. У колгоспі інтенсивно розвивалося тваринництво. На фермах утримувалося 4078 голів великої рогатої худоби, у т. Ч. 1158 корів; свиней — 4 тис. голів, птиці — 5796 голів. В середньому на 100 га сільськогосподарських угідь проводилося 77 цнт м'яса, 428 цнт молока, 164 кг вовни, 23,2 тис. Штук яєць.
До кінця 1975 на полях і фермах колгоспу працювали 61 трактор, 19 зернозбиральних комбайнів, у тому числі 4 — «Колос» і 6 — «Нива», 37 автомашин.
У 1977 році до ювілею жовтня новомихайлівці виконали річний план продажу державі зерна, м'яса, молока. На 100 га сільськогосподарських угідь було вироблено 422 центнери молока, 68,5 центнера м'яса, 24 тисячі штук яєць. Бойовою програмою дій для кожного трудівника села стали рішення XXV з'їзду партії і липневого (1978 року) Пленуму ЦК КПРС. Стало нормою виконувати план на 180—200 відсотків для тракториста П. Л. Саврана і комбайнера В. П. Саврана. Передові доярки Т. М. Носач, Н. К. Щур, Л. Є. Мосіяш надоїли від кожної корови 3 тис. кг молока.
Середньорічна врожайність зернових в десятій п'ятирічці склала 22,9 центнера з 1 га, у тому числі пшениці — 26,8 центнера. На кожні 100 га сільськогосподарських угідь вироблено по 433 центнери молока, 70 центнерів м'яса, на 100 га зернових — 20,3 тис. штук яєць.
За роки десятої п'ятирічки в селі побудовані великі сільськогосподарські об'єкти. Завдяки допомозі шефів — колективу СУ-1 тресту «Днепродомнаремонт» побудовані два механізованих струму, кормоцех для великої рогатої худоби і два — для приготування кормів для свиней, склад мінеральних добрив на 660 тонн, чотири пункти технічного обслуговування машинно-тракторного парку, введено в дію тваринницький комплекс на 1024 голови корів дійного стада. У колгоспі трудяться 16 фахівців сільського господарства. З них з вищою освітою — 3, із середньою спеціальною — 13. 17 трудівників колгоспу нагороджені орденами і медалями Союзу РСР. У їхньому числі — доярка Н. К. Щур, удостоєна двох орденів Леніна. Кавалером ордена Леніна є і механізатор М. С. Шерстюк. Орденом Жовтневої Революції нагороджений голова колгоспу А. І. Псел, орденом Трудового Червоного Прапора — К. Г. Матвієнко, І. І. Данильченко, Г. Г. Чупик, І. Д. Жогло, П. Л. Савран, А. Д. Рекун, А. Н. Шнуренко. Передова доярка колгоспу комсомолка Т. М. Носач була обрана депутатом Верховної Ради СРСР 10-го скликання.

### Українська доба
На місці колгоспу утворюється сільськогосподарський кооператив «Новомихайлівський». Крім нього в селі діють ще кілька фермерських та селянських господарств. Діє школа, будинок культури, лікувальна амбулаторія, кілька приватних магазинів.
12 червня 2020 року, відповідно до Розпорядження Кабінету Міністрів України від  № 713-р «Про визначення адміністративних центрів та затвердження територій територіальних громад Запорізької області», увійшло до складу Чернігівської селищної громади.
19 липня 2020 року після ліквідації Чернігівського району село увійшло до Бердянського району.

#### Російська окупація
У лютому 2022 року Новомихайлівка була окупована російськими військами.

## Населення

### Чисельність населення
| 1864 | 1886 | 1914 | 2001 | 2020 |
| ---- | ---- | ---- | ---- | ---- |
| 1419 | 1979 | 3319 | 992  | 550  |

### Розподіл за рідною мовою(2001)
| українська мова | російська | молдовська |
| --------------- | --------- | ---------- |
| 95.56 %         | 1.55 %    | 0.20 %     |

## Визначні особи
- Воронін Володимир Максимович (нар. 1942) — український радянський комбайнер, політичний діяч, Герой Соціалістичної Праці.
- Даниленко Валентин Миколайович (1913—1982) — український археолог.
- Мерзляк Іван Дмитрович (1915—1943) — радянський військовослужбовець, Герой Радянського Союзу.